# Callogorgia gilberti
Callogorgia gilberti is een zachte koraalsoort uit de familie Primnoidae. De koraalsoort komt uit het geslacht Callogorgia. Callogorgia gilberti werd in 1908 voor het eerst wetenschappelijk beschreven door Nutting. 